# Carlos Vera
Carlos Alfredo Vera Rodríguez (Manabí, 25 giugno 1976) è un arbitro di calcio ecuadoriano, internazionale dal 2006.

## Biografia
Nell'aprile 2012 viene inserito dalla FIFA in una lista di 52 arbitri preselezionati per i Mondiali 2014.
Nel dicembre 2012 è selezionato dalla FIFA in vista della Coppa del mondo per club FIFA 2012. Per il fischietto ecuadoriano, si tratta della prima volta in una competizione organizzata dalla FIFA. All'interno di tale torneo, viene designato per dirigere dapprima un quarto di finale e poi una delle due semifinali. È uno dei due arbitri a dirigere due partite, assieme al turco Cüneyt Çakır.
Nel giugno del 2013 è selezionato dalla FIFA per prendere parte ai Mondiali Under 20 in Turchia. Nella circostanza dirige una partita della fase a gironi e successivamente un ottavo di finale.
Il 15 gennaio 2014 viene selezionato ufficialmente per i Mondiali 2014 in Brasile. Nella circostanza, viene impiegato per due gare della fase a gironi: Iran-Nigeria e Grecia-Costa d'Avorio. In questa ultima gara, assegna un rigore a tempo scaduto agli ellenici, che grazie a questo riescono a vincere 2-1 e ad approdare alla fase ad eliminazione diretta. Infine, viene designato come quarto ufficiale in occasione della finalissima tra Germania ed Argentina il 13 luglio 2014 al Maracanã.